# خاویر مرید
خاویر مرید (انگلیسی: Xavier Méride؛ زادهٔ ۹ ژانویهٔ ۱۹۷۵) بازیکن فوتبال اهل فرانسه است.
از باشگاه‌هایی که در آن بازی کرده‌است می‌توان به باشگاه فوتبال لانس، باشگاه فوتبال ستاره سرخ، باشگاه فوتبال دینامو بخارست، و باشگاه فوتبال تولوز اشاره کرد.